# Apalis argentea
Apális-de-moreau ou apális-prateado (Apalis argentea) é uma espécie de ave da família Cisticolidae.
Pode ser encontrada nos seguintes países: Burundi, República Democrática do Congo, Ruanda e Tanzânia.
Os seus habitats naturais são: florestas secas tropicais ou subtropicais e regiões subtropicais ou tropicais húmidas de alta altitude.
Está ameaçada por perda de habitat.